# Jonas Olsson
Jonas Olsson - nascido em Landskrona , em 10 de março de 1983 - é um futebolista sueco que joga como defesa. Atualmente, joga pelo Djurgårdens Idrottsförening da Suécia. 

## Carreira
Defende atualmente as cores do West Bromwich Albion da Inglaterra.

Está na seleção sueca desde 2010.